# La Guinguette à deux sous
Pour les articles homonymes, voir Guinguette (homonymie).
La Guinguette à deux sous est un roman policier de Georges Simenon écrit en octobre 1931 dans une villa d'Ouistreham (Calvados) et publié en décembre 1931. Il fait partie de la série des Maigret.

## Résumé
Avant d'être exécuté, le condamné Jean Lenoir confie à Maigret qu'il a été témoin d'un crime vieux de six ans et qu'avec son ami Victor Gaillard, il a fait chanter l'assassin durant deux ans, avant que ce dernier ne déménage ; il a pourtant rencontré le coupable « il n'y a pas trois mois » à la Guinguette à deux sous. 
Maigret découvre cette guinguette au bord de la Seine, près de Morsang ; chaque week-end, quelques Parisiens ont l'habitude de s'y retrouver et le commissaire s'intègre au groupe, dans lequel il est particulièrement bien accueilli par James qui se prend d'amitié pour lui. La gaieté règne dans ce petit monde jusqu'à ce qu'un meurtre se produise : Feinstein est tué par Basso dont Maigret sait déjà qu'il est l'amant de Mado Feinstein. 
Arrêté, Basso réussit à s'enfuir et Maigret passe à Paris une semaine durant laquelle il rencontre James plusieurs fois ; il se rend compte que celui-ci sait où se cache Basso, mais James se tait et l'enquête piétine. 
Le dimanche suivant, le commissaire trouve Victor Gaillard à Morsang et c'est en le faisant suivre qu'il découvre l'identité de la victime dont lui avait parlé Lenoir : il s'agit de l'usurier Ulrich. 
Il faudra cependant attendre que Basso ait été retrouvé pour que la clé de l'énigme soit livrée lors d'une confrontation entre James, Gaillard et Basso. Six ans auparavant, James, amant de Mado Feinstein, a eu recours aux services d'Ulrich. L'Anglais ne pouvant rembourser l'usurier, celui-ci l'a menacé de tout raconter au mari. Aidé par Basso, James a alors tué Ulrich, mais s'est ensuite trouvé aux prises avec le chantage de Gaillard et Lenoir ; Basso l'a aidé à fournir aux maîtres chanteurs les sommes qu'ils exigeaient, jusqu'à ce que James déménage. 
Quant à Basso, il est devenu à son tour l'amant de Mado Feinstein ; le mari, dans une situation financière difficile, voulait bien fermer les yeux... moyennant rétribution. Le jour où Feinstein a été tué, Basso avait refusé de continuer à le payer ; une lutte a opposé les deux hommes et, Feinstein ayant sorti son revolver, un coup est parti accidentellement.

## Aspects particuliers du roman
Le récit mêle deux enquêtes qui s’attachent aux mêmes personnages, mais dont le lien est ténu ; de plus, ces deux affaires sont séparées par une durée de
six ans, de sorte que la « préhistoire » du roman est ici particulièrement importante. On notera l’étroite connivence qui s’établit entre le commissaire et le héros « qui l’aimait comme un ami qui allait le délivrer de lui-même ». 

## Fiche signalétique de l'ouvrage

### Cadre spatio-temporel

#### Espace
Morsang-sur-Seine. Paris.

#### Temps
Époque contemporaine ; l’enquête se déroule du samedi 23 juillet au jeudi 4 août.

### Les personnages

#### Personnage principal
James, Anglais. Employé de banque. Marié pas d’enfants. 30 ans.

#### Autres personnages
- Jean Lenoir, maître chanteur et assassin, condamné à mort et exécuté, 24 ans

- Victor Gaillard, maître chanteur, environ 25 ans

- Marcel Basso, marchand de charbon, ami de James, amant de Mado, marié, un fils, 35 ans

- Marcel Feinstein, chemisier, marié, 50 ans, la victime

- Mado Feinstein, épouse de Marcel Feinstein, maîtresse de Marcel Basso après avoir été la maîtresse de James, la trentaine

- Jacob Ephraïm Lévy, dit Ulrich, originaire de Haute-Silésie, brocanteur et usurier, assassiné par James à l’âge de 62 ans (il y a 6 ans).

## Éditions
- Édition originale : Fayard, 1931
- Tout Simenon, tome 17, Omnibus, 2003  (ISBN 978-2-258-06102-6)
- Livre de poche n° 14311, 2005  (ISBN 978-2-253-14311-6)
- Tout Maigret, tome 2, Omnibus,  2019  (ISBN 978-2-258-15043-0)

## Adaptations
- 1962 : The Wedding Guest, téléfilm britannique réalisé par Terence Williams, avec Rupert Davies dans le rôle de Maigret.
- 1975 : La Guinguette à deux sous, téléfilm français réalisé par René Lucot, avec Jean Richard dans le rôle de Maigret.

## Source
- Maurice Piron, Michel Lemoine, L'Univers de Simenon, guide des romans et nouvelles (1931-1972) de Georges Simenon, Presses de la Cité, 1983, p. 274-275  (ISBN 978-2-258-01152-6)